# Amy Millar
Amy Millar (née le 14 février 1977 à Ottawa) est une cavalière canadienne de saut d'obstacles. Elle a participé aux Jeux olympiques d'été de 2016, et fait partie de l'équipe canadienne sélectionnée aux Jeux olympiques d'été de 2024.

## Biographie
Elle naît le 14 février 1977 à Ottawa, au Canada,. Elle est très influencée par son père Ian Millar, lui-même cavalier de haut niveau et légende olympique dans ce pays, ce qui lui permet de monter à cheval dès son plus jeune âge, puis d'apprendre les sports équestres et d'être entraînée parmi sa famille,. Elle se spécialise dans le saut d'obstacles, comme son père. Elle est également entraînée par son frère aîné Jonathon, lui aussi cavalier.
Elle atteint rapidement le niveau Grand Prix, plus haut niveau des compétitions de saut d'obstacles. Elle fait ses débuts au niveau Coupe des nations au Canada en 2000, au CSIO de Spruce Meadows.
Elle a participé aux Jeux olympiques d'été de 2016 à Rio parmi l'équipe canadienne de saut d'obstacles, avec son cheval Heros, en terminant le premier tour de qualification sans aucune faute,.
Elle est de nouveau sélectionnée parmi l'équipe canadienne de saut d'obstacles pour une participation aux Jeux olympiques d'été de 2024, avec son cheval Truman.
Elle vit à Perth, en Ontario.
Elle a l'habitude de consommer un certain type d'aliment une heure et demie avant chacune de ses compétitions.

## Palmarès
- 2016 : 38e en individuel et 4e par équipes aux Jeux olympiques de Rio, avec Heros[3],[2] ;
- 2017 : vainqueur du championnat canadien de saut d'obstacles au Royal Winter Fair de Toronto[1],[5] ;
- 2018 : seconde du championnat canadien au Royal Winter Fair[1] ;
- 2022 : 39e en individuel et 10e par équipes aux championnats du monde de Herning, avec Truman[3] ;
- 2023 : 6e en individuel et médaille d'argent par équipes aux Jeux panaméricains de Santiago[3] ;

## Chevaux
Elle a terminé soixante fois dans le top 10 d'une compétition avec son cheval Costa Rica Z.

## Vie privée
Elle a eu une fille, Lily, puis un fils, né en 2018.